# Satoru Kobayashi (futbolista)
Satoru Kobayashi (小林 悟 Kobayashi Satoru?, nacido el 26 de agosto de 1973 en Gunma) es un exfutbolista japonés. Jugaba de defensa y su último club fue el Albirex Niigata de Japón.

## Trayectoria

### Clubes
| Club            | País  | Año         |
| --------------- | ----- | ----------- |
| Omiya Ardija    | Japón | 1992 - 1998 |
| Sagan Tosu      | Japón | 1999 - 2000 |
| Albirex Niigata | Japón | 2001 - 2002 |